# Japan Center

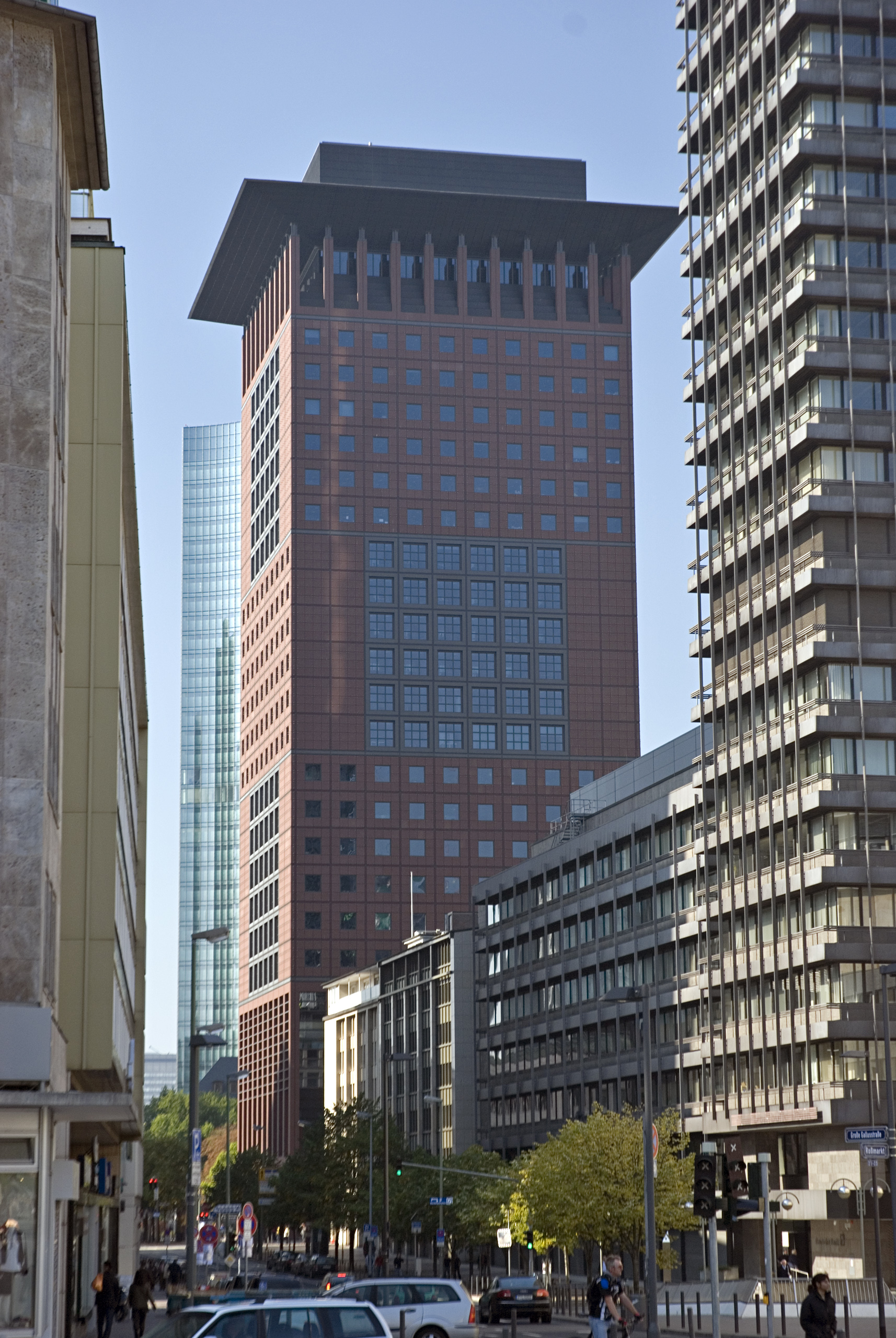
le Japan Center

Le Japan Center est un gratte-ciel de la ville de Francfort-sur-le-main, en Allemagne. Il a été conçu par l'architecte berlinois Joachim Ganz et construit de 1993 à 1996. Il contient des bureaux ainsi que le consulat général du Japon. Le bâtiment est haut de 115 m et compte 28 étages ainsi que 4 niveaux souterrains. Au total, il a une superficie de 180 000 m² de bureaux. 
La forme du bâtiment rappelle celle du Design classique japonais. On remarque une alternance entre les petites et les grandes fenêtres tous les six étages sur les façades de l'immeuble. À la base se trouvent des magasins et un restaurant. Un autre restaurant se trouve au 25e étage.
Le bâtiment est le siège des entreprises Allen & Overy, McKinsey et la branche allemande de l'organisation internationale Ashoka.